# Armorial des communes de l'Oise (D-H)
Pour les articles homonymes, voir Armorial des communes de l'Oise.
Cette page donne les armoiries (figures et blasonnements) des communes de l'Oise de D à H.

0 dessin(s) en attente (voir : )
Autres:
- Armorial des communes de l'Oise (A-C)
- Armorial des communes de l'Oise-2 (D-H)
- Armorial des communes de l'Oise-3 (I-P)
- Armorial des communes de l'Oise-4 (Q-Z)

## D
| Blason de Dargies | Blason  | D'or à neuf merlettes de gueules posées en orle.                                               |
| Blason de Dargies | Détails | Armes de la famille d'Argies (ou de Dargies). Le statut officiel du blason reste à déterminer. |

| Blason de Delincourt | Blason  | De gueules aux trois marteaux d'or.              |
| Blason de Delincourt | Détails | Le statut officiel du blason reste à déterminer. |

| Blason de Déluge (Le) | Blason  | De gueules à un sautoir d'or, cantonné de 4 merlettes du même. |
| Blason de Déluge (Le) | Détails | Le statut officiel du blason reste à déterminer.               |

| Blason de Dieudonné | Blason  | D'argent à l'écusson d'azur au lion naissant d'or; ledit écusson accompagné de trois grappes de raisin de sinople, 2 et 1, et de trois boutons de couturières d'or, percés de trois trous de sable, 1 et 2.                 |
| Blason de Dieudonné | Détails | * Il y a là non-respect de la règle de contrariété des couleurs : ces armes sont fautives (or sur argent). Conflit héraldique : le dessin présente deux grappes de raisin. Le statut officiel du blason reste à déterminer. |

| Blason de Dompierre | Blason  | D'or à trois chevrons de sable ; au chef d'azur chargé de trois tables octogonales d'argent.                                                                                           |
| Blason de Dompierre | Détails | Armes de la famille de Blottefière, avec en chef les armes de la famille Taviel de Mastaing, qui résida au château de Dompierre. Création Jean-François Binon, adoptée par la commune. |
| Blason de Dompierre | Alias   | D'or à trois chevrons de sable. |

| Blason de La Drenne | Blason  | Écartelé: aux 1) et 4) d'argent à la rose de gueules pointées de sinople, aux 2) et 3) de sable à la fleur de lis d'or. |
| Blason de La Drenne | Détails | Le statut officiel du blason reste à déterminer.                                                                        |

| Blason de Duvy | Blason  | Tiercé en pairle renversé : au 1er de gueules à deux clés d'argent passées en sautoir, au 2e d'or à trois bottes de cresson de sinople liées de gueules, au 3e d'azur à une roue à aubes d'or accompagnée en pointe d'une burelle ondée d'argent. |
| Blason de Duvy | Détails | Le statut officiel du blason reste à déterminer. Auteur(s)J.-F. Binon |

Pas d'information pour les communes suivantes : Daméraucourt, Dives (Oise), Doméliers, Domfront (Oise)

## E
| Blason de Écuvilly | Blason  | D'argent fretté de gueules. |
| Blason de Écuvilly | Détails | Adopté par la municipalité. |

| Blason de Élincourt-Sainte-Marguerite | Blason  | Parti : au premier de gueules aux deux fasces d'argent, celle en pointe chargée de trois étoiles de sable, au second d'azur à l'épée d'argent garnie d'or, surmontée d'une couronne royale du même et accostée de deux fleurs de lys aussi d'or. |
| Blason de Élincourt-Sainte-Marguerite | Détails | Le statut officiel du blason reste à déterminer. |

| Blason de Énencourt-Léage | Blason  | D'azur à la bande ondée d'argent, chargée de trois quintefeuilles de gueules, accompagnée de deux fleurs de lis d'or. |
| Blason de Énencourt-Léage | Détails | Le statut officiel du blason reste à déterminer.                                                                      |

| Blason de Énencourt-le-Sec | Blason  | D'or à huit merlettes de sable posées en orle.   |
| Blason de Énencourt-le-Sec | Détails | Le statut officiel du blason reste à déterminer. |

| Blason de Épineuse | Blason  | D'hermine à l'écusson de gueules chargé à dextre d'une étoile d'or. |
| Blason de Épineuse | Détails | Le statut officiel du blason reste à déterminer.                    |

| Blason de Éragny-sur-Epte | Blason  | D'argent au lion de sable armé et lampassé de gueules, accompagné en chef à dextre d'une fleur de lys et à senestre d'une palette de peintre, à la champagne ondée le tout d'azur à la bordure de gueules. |
| Blason de Éragny-sur-Epte | Détails | Le statut officiel du blason reste à déterminer. |

| Blason de Ercuis | Blason  | Taillé: au 1er d'or à trois bandes d'azur, au 2e d'azur à deux épis de blé d'or, tigés et feuillés posés en barre et les tiges passées en sautoir et brochant sur une coupe du même en pointe; à la barre d'argent brochant sur la partition. |
| Blason de Ercuis | Détails | Le statut officiel du blason reste à déterminer. |

| Blason de Ermenonville | Blason  | De gueules à la foi d'argent mouvant des flancs, surmontée d'un écusson d'azur bordé d'or et chargé d'une fleur de lys du même. |
| Blason de Ermenonville | Détails | Le statut officiel du blason reste à déterminer.                                                                                |

| Blason de Erquery | Blason  | D'argent au lion de gueules.                     |
| Blason de Erquery | Détails | Le statut officiel du blason reste à déterminer. |

| Blason de Erquinvillers | Blason  | Parti: au de sinople à quatre épis de blés d'or rangés en bande, tigés, feuillés et empoignés du même, au 2e d'azur à la grappe de raisin tigée et feuillée d'argent; le tout sommé d'un chef d'argent papelonné de gueules et entre-semé de mouchetures d'hermine de sable. |
| Blason de Erquinvillers | Détails | Le statut officiel du blason reste à déterminer. |

| Blason de Esquennoy | Blason  | Tiercé en pairle renversé: au 1er d'azur au chêne d'or, au 2e d'argent à deux clefs de gueules passées en sautoir, au 3e de sinople à deux navettes de tisserand d'or remplies de sable et passées en sautoir. |
| Blason de Esquennoy | Détails | Adopté le 11 juin 2024. |

| Blason de Estrées-Saint-Denis | Blason  | D'argent au soc de charrue d'or emmanché de sable, au chef tiercé en pal d'azur, d'argent et de gueules.                                                    |
| Blason de Estrées-Saint-Denis | Détails | * Il y a là non-respect de la règle de contrariété des couleurs : ces armes sont fautives (or sur argent). Le statut officiel du blason reste à déterminer. |

| Blason de Étavigny | Blason  | D'or à la barre de sable.                        |
| Blason de Étavigny | Détails | Le statut officiel du blason reste à déterminer. |

| Blason de Étouy | Blason  | D'argent à la double tête d'aigle bicéphale de sable accompagnée de trois fleurs de lys au pied nourri d'azur, surmontée d'un lambel aussi de sable, chaque pendant chargé d'une moucheture d'hermine du champ, à la bordure componée d'azur et de gueules de seize pièces. |
| Blason de Étouy | Détails | Le statut officiel du blason reste à déterminer. |

| Blason de Évricourt | Blason  | D'azur à un arbre au naturel.                    |
| Blason de Évricourt | Détails | Le statut officiel du blason reste à déterminer. |

Pas d'information pour les communes suivantes : Élencourt, Éméville, Ernemont-Boutavent, Escames, Esches, Escles-Saint-Pierre, Espaubourg, Essuiles, Ève (Oise)

## F
| Blason de Fay-les-Étangs | Blason  | Taillé: au 1er de gueules à la feuille de chêne d'argent posée en bande, au 2e de sinople au poisson d'argent nageant en bande; à la bande ondée d'argent brochant sur la partition. |
| Blason de Fay-les-Étangs | Détails | Le statut officiel du blason reste à déterminer. |

| Blason de Fay-Saint-Quentin (Le) | Blason  | Inconnu. |
| Blason de Fay-Saint-Quentin (Le) | Détails | * Il y a là non-respect de la règle de contrariété des couleurs : ces armes sont fautives (sinople sur gueules). Non officiel |

| Blason de Ferrières | Blason  | Taillé: au 1er d'or à trois bandes d'azur, au 2e d'azur plain; à la barre d'argent chargée de l'inscription « FERRIERES - OISE » en lettres gothiques de sable, brochant sur la partition. |
| Blason de Ferrières | Détails | Le statut officiel du blason reste à déterminer. |

| Blason de Feuquières | Blason  | Parti: au 1er d'or à la feuille de fougère de sinople, au 2e coupé au I de gueules au lion d'argent et au II d'azur à l'étoile d'argent. |
| Blason de Feuquières | Détails | Le statut officiel du blason reste à déterminer.                                                                                         |

| Blason de Fitz-James | Blason  | Écartelé : aux I et IV contre-écartelé d'azur à trois fleurs de lys d'or (de France) et de gueules à trois léopards d'or (d'Angleterre) ; au II d'or, au lion de gueules, au double trescheur fleuronné et contre-fleuronné du même (d'Écosse) ; au III d'azur, à la harpe d'or, cordée d'argent (d'Irlande) ; à la bordure componée de douze pièces d'azur et de gueules, chaque pièce d'azur chargée d'une fleur-de-lys et chaque pièce de gueules chargée d'un léopard d'or. |
| Blason de Fitz-James | Détails | Le statut officiel du blason reste à déterminer. |

| Blason de Flavacourt | Blason  | D'argent papelonné de gueules entre semé de trèfles renversés de sinople au chef d'argent chargé de deux quintefeuilles aussi de gueules. |
| Blason de Flavacourt | Détails | Le statut officiel du blason reste à déterminer.                                                                                          |

| Blason de Flavy-le-Meldeux | Blason  | D'hermine à la croix de gueules chargée de cinq coquilles d'or. |
| Blason de Flavy-le-Meldeux | Détails | Le statut officiel du blason reste à déterminer.                |

| Blason de Fleurines | Blason  | Écartelé ; au 1) d'azur à trois fleurs de lis d'or ; au 2) et 3) de sinople aux deux pals d'or ; au 4) d'azur à 3 coquilles d'or. |
| Blason de Fleurines | Détails | Le statut officiel du blason reste à déterminer.                                                                                  |

| Blason de Fleury | Blason  | D'argent au chevron d'azur chargé d’un oiseau du champ membré d'or, accompagné en pointe d'un fer à cheval de gueules et en chef de deux roses de même boutonnées d'or. |
| Blason de Fleury | Détails | Conflit héraldique : le dessin montre les roses pointées de sinople. Armes parlantes. (fleurs = roses) Le statut officiel du blason reste à déterminer.                 |

| Blason de Formerie | Blason  | D'azur semé de fleurs de lys d'or, au donjon "Fort Marie" du même, surmonté d'une bannière de gueules chargée des mots "in turribus firma" en lettres aussi d'or brochant sur le semé; à la bordure du même. |
| Blason de Formerie | Détails | Le statut officiel du blason reste à déterminer. |

| Blason de Fouilleuse | Blason  | De gueules papelonné d'argent entre-semé de trèfles renversés du même, au franc-quartier de sable chargé d'une tour d'or coulissée, ajourée et maçonnée du champ. |
| Blason de Fouilleuse | Détails | Le statut officiel du blason reste à déterminer. |

| Blason de Francières | Blason  | D'argent à la bande de sable.                    |
| Blason de Francières | Détails | Le statut officiel du blason reste à déterminer. |

| Blason de Fresne-Léguillon | Blason  | D'argent au frêne de sinople ; au chef d'azur chargé de trois molettes à cinq rais du champ. |
| Blason de Fresne-Léguillon | Détails | Armes parlantes (Fresne → frêne). Le statut officiel du blason reste à déterminer.           |

| Blason de Fresnoy-en-Thelle | Blason  | De sable au sautoir d'or cantonné en chef d'un frêne arraché, aux flancs de deux moutons affrontés et en pointe d'une canette, le tout d'argent. |
| Blason de Fresnoy-en-Thelle | Détails | Armes parlantes (Fresnoy → frêne). Le statut officiel du blason reste à déterminer.                                                              |

| Blason de Fresnoy-la-Rivière | Blason  | Écartelé: au 1er d'azur à trois chouettes d'argent, au 2e d'or à la feuille de frêne de sinople posée en barre, au 3e d'or à la tête de dragon de sinople, dentée d'argent mouvant de la partition, au 4e d'argent à six burelles ondées d'azur. |
| Blason de Fresnoy-la-Rivière | Détails | Armes parlantes. (feuille de frêne et rivière évoquée dans les burelles ondées d'azur) Le statut officiel du blason reste à déterminer. |

| Blason de Froissy | Blason  | Écartelé : au premier d'azur au chevron accompagné, en chef de deux épis de blé et en pointe, d'une grappe de raisin, le tout d'or, au deuxième de sable à la croix d'argent chargée de cinq coquilles de gueules, au troisième d'argent au château de gueules maçonné de sable, au quatrième d'azur à la croisse abbatiale contournée d'or. |
| Blason de Froissy | Détails | Le statut officiel du blason reste à déterminer. |

Pas d'information pour les communes suivantes : Le Fayel, Feigneux, Fléchy, Fontaine-Bonneleau, Fontaine-Chaalis, Fontaine-Lavaganne, Fontaine-Saint-Lucien, Fontenay-Torcy, Fosseuse, Fouilloy (Oise), Foulangues, Fouquenies, Fouquerolles, Fournival, Francastel, Fréniches, Fresneaux-Montchevreuil, Fresnières, Fresnoy-le-Luat, Le Frestoy-Vaux, Frétoy-le-Château, Frocourt

## G
| Blason de Gallet (Le) | Blason  | D’argent à la croix pattée de gueules, mantelé de sinople chargé d’une coquille d’or accostée de deux galets du même. |
| Blason de Gallet (Le) | Détails | Armes parlantes. (galets) Le statut officiel du blason reste à déterminer.                                            |

| Blason de Gannes | Blason  | D'argent à la bande de gueules côtoyée de deux cotices du même. |
| Blason de Gannes | Détails | Le statut officiel du blason reste à déterminer.                |

| Blason de Gaudechart | Blason  | D'argent à neuf merlettes de gueules posées en orle. |
| Blason de Gaudechart | Détails | Le statut officiel du blason reste à déterminer.     |

| Blason de Genvry | Blason  | D'azur à un lion léopardé d'or ; au chef échiqueté d'or et d'azur. Ornements extérieursCroix de guerre 1914-1918 |
| Blason de Genvry | Détails | Adopté le 27 octobre 2022.                                                                                       |

| Blason de Gerberoy | Blason  | D'azur à trois gerbes d'or.                                                |
| Blason de Gerberoy | Détails | Armes parlantes. (gerbes) Le statut officiel du blason reste à déterminer. |

| Blason de Godenvillers | Blason  | Par deux écus accolé : 1 de gueules aux trois bandes cousues de sable et 2 burelé d'argent et d'azur aux trois chevrons de gueules, le premier écimé, brochant sur le tout.                                 |
| Blason de Godenvillers | Détails | * Ces armes emploient le terme « cousu » dans le seul but de contrevenir à la règle de contrariété des couleurs : elles sont fautives (sable sur gueules). Le statut officiel du blason reste à déterminer. |

| Blason de Golancourt | Blason  | D'or au croissant de gueules accompagné de huit merlettes du même ordonnées en orle. |
| Blason de Golancourt | Détails | Le statut officiel du blason reste à déterminer.                                     |

| Blason de Gournay-sur-Aronde | Blason  | De gueules à la fasce ondée d'argent,accompagnée en chef d'un château d'or maçonné de sable et en pointe d'un huchet d'or.     |
| Blason de Gournay-sur-Aronde | Détails | Conflit héraldique : le dessin présente le château ouvert et ajouré de sable. Le statut officiel du blason reste à déterminer. |

| Blason de Gouvieux | Blason  | De gueules au chef-pal d'or chargé d'une fasce ondée d'azur surchargée de trois poissons d'argent nageant en fasce, soutenue d'un chêne arraché de sinople. |
| Blason de Gouvieux | Détails | Le statut officiel du blason reste à déterminer. |

| Blason de Grandvilliers | Blason  | D'or aux trois bandes d'azur, au chef d'argent chargé d'une fleur de lys de gueules accompagnée de deux fers de pique d'azur.     |
| Blason de Grandvilliers | Détails | Conflit héraldique : le dessin montre les fers de pique mouvant de la partition. Le statut officiel du blason reste à déterminer. |

| Blason de Guignecourt | Blason  | De sinople à la crosse d'argent accostée de deux palmes, celle de dextre posée en bande et celle de senestre en barre; au chef cousu de gueules à la croix d'or.      |
| Blason de Guignecourt | Détails | * Ces armes emploient le terme « cousu » dans le seul but de contrevenir à la règle de contrariété des couleurs : elles sont fautives (gueules sur sinople). Officiel |

| Blason de Guiscard | Blason  | D'argent à la bande de gueules accompagnée en chef senestre de la lettre G du même. |
| Blason de Guiscard | Détails | Le statut officiel du blason reste à déterminer.                                    |

Pas d'information pour les communes suivantes : Gilocourt, Giraumont (Oise), Glaignes, Glatigny (Oise), Goincourt , Gondreville (Oise), Gourchelles, Gouy-les-Groseillers, Grandfresnoy, Grandrû, Grandvillers-aux-Bois, Grémévillers, Grez (Oise), Gury

## H
| Blason de Hadancourt-le-Haut-Clocher | Blason  | D'or à l'église du lieu d'azur ; au chef du même chargé de trois flèches basses d'argent.                                      |
| Blason de Hadancourt-le-Haut-Clocher | Détails | Conflit héraldique : le dessin présente l'église ouverte et ajourée du champ. Le statut officiel du blason reste à déterminer. |

| Blason de Hardivillers | Blason  | De sinople à deux clés d'or passées en sautoir, à l'épée basse d'argent brochant sur les clés, au chef d'argent chargé de trois lionceaux de gueules. |
| Blason de Hardivillers | Détails | Le statut officiel du blason reste à déterminer. |

| Blason de Heilles | Blason  | Écartelé: au 1er d'or à trois bandes d'azur, au 2e d'argent à trois lionceaux de gueules, au 3e d'azur à saint Martin sur son cheval d'or, au 4e d'azur à trois fleurs de lis d'or. |
| Blason de Heilles | Détails | Le statut officiel du blason reste à déterminer. |

| Blason de Hémévillers | Blason  | D'azur semé de besants d'or.                     |
| Blason de Hémévillers | Détails | Le statut officiel du blason reste à déterminer. |

| Blason de Hermes | Blason  | Tiercé en pairle renversé : au 1er de gueules à six rais d'or posés en étoile, au 2e d'azur à une fleur de lys épanouie d'or, au 3e d'or à un oiseau contourné, regardant, essorant, au naturel, becqué et membré de gueules. Devise / CriVaillance - Justice - Constance |
| Blason de Hermes | Détails | Adopté en 1982. |

| Blason de Hondainville | Blason  | D'azur au chevron d'or accompagné en chef de deux étoiles du même, en pointe d'une levrette courante d'argent colletée de sable cloué d'or. |
| Blason de Hondainville | Détails | Le statut officiel du blason reste à déterminer.                                                                                            |

| Blason de Houdancourt | Blason  | Écartelé : au premier et au quatrième d'azur à la tour d'argent maçonnée de sable, au deuxième et au troisième d'argent au lévrier rampant de gueules colleté d'azur bordé et bouclé d'or, accompagné de trois tourteaux de gueules en pal à senestre pour 2 et à dextre pour 3. |
| Blason de Houdancourt | Détails | Le statut officiel du blason reste à déterminer. |

| Blason de Houssoye (La) | Blason  | De gueules au chevron abaissé et arqué d'argent chargé d'une grenade de sable allumée aussi de gueules, accompagné, en chef, de deux branches de houx de trois feuilles de sinople frangées d'or et en pointe, d'un bouton aussi d’argent cerclé aussi de sable, percé de quatre trous du champ, à la bordure engrêlée d'or chargée de huit merlettes de sable. |
| Blason de Houssoye (La) | Détails | Armes parlantes. (houx) Le statut officiel du blason reste à déterminer. |

Pas d'information pour les communes suivantes : Hainvillers, Halloy (Oise), Le Hamel (Oise), Hannaches, Hanvoile, Hardivillers, Hardivillers-en-Vexin, Haucourt (Oise), Haudivillers, Hautbos, Haute-Épine, Hautefontaine, Hécourt (Oise), Hénonville, Herchies (Oise), La Hérelle, Héricourt-sur-Thérain, Hétomesnil, Hodenc-en-Bray, Hodenc-l'Évêque